# Конья, Альберт
Альберт Конья (венг. Kónya Albert; Сольнок, Австро-Венгрия 14 июня 1917 — Будапешт, Венгерская Народная Республика 16 марта 1988) — венгерский физик и политик, занимавший пост министра образования с 1956 по 1957 года. Добился значительных результатов в своих исследованиях в области ядерной физики, квантовой механики и физики твёрдого тела. 

## Биография
Окончил Университет имени Йожефа Аттилы в Сегеде. С 1939 года он был доцентом Пала Гомбаша в Институте теоретической физики Сегедского университета, с которым в 1941 году переместился в Клуж-Напоку. Участвовал во Второй мировой войне с 1942 года до конца войны.
В 1945 году недолгое время был военнопленным. После окончания войны работал преподавателем в Будапештском университете технологий и экономики имени Йожефа Надора. С 1950 года занимал должность заведующего кафедрой физики в Университете Мишкольца. В 1951 году был назначен деканом механического факультета.
В 1952 году Конья был назначен на должность заместителя министра образования, что стало его первым опытом в политической деятельности. Он занимал эту должность до 1956 года, оказывая поддержку двум министрам — Йожефу Дарвашу и Тибору Эрдею-Грузу. В 1954 году он был избран альтернативным членом Центрального руководства Венгерской партии трудящихся.
30 июля 1956 года Конья стал министром образования. Он также занимал эту должность во втором правительстве Имре Надя до 3 ноября 1956 года в период Венгерского восстания 1956 года. Незадолго до восстания Конья поддержал студенческую университетскую автономию в Будапеште и Сегеде. Он также отличился тем, что не обязывал студентов изучать русский язык.
После подавления восстания советскими войсками Конья некоторое время был правительственным комиссаром по образованию в правительстве Кадара и в этом качестве руководил работой Министерства образования до 31 декабря, а затем с 1 января по 1 марта 1957 года — Министерства культуры, созданного в результате слияния с образовательным ведомством. Однако в конечном итоге был осуждён за свою роль во втором кабинете Имре Надя и вынужден был оставить все свои политические должности. После этого он вернулся к преподавательской деятельности.
В 1957 году он был назначен профессором кафедры физики Будапештского технологического университета, где с 1971 года занимал должность заведующего кафедрой, а с 1974 года и до выхода на пенсию в 1982 году — должность директора Института физики университета, созданного благодаря его усилиям.

## Личная жизнь
Он женился на Анне Выдре, от которой у него было трое детей — дочь Анико и два сына, Альберт и Ласло.